# Orlando furioso (gioco di ruolo)
Orlando furioso è un gioco di ruolo di Andrea Angiolino e Gianluca Meluzzi, ambientato nel mondo dell'Orlando Furioso. Pubblicato nel 1993 dalla Biblioteca Centrale per Ragazzi del Comune di Roma, con scopi didattici ed educativi, è stato stampato in 1 000 copie e distribuito gratuitamente a insegnanti, bibliotecari, educatori che ne hanno fatto richiesta: è presumibilmente il primo caso al mondo di gioco di ruolo realizzato da un ente pubblico. Il volumetto contiene anche un'avventura già pronta (La Pazienza di Re Carlo) e riprende le illustrazioni realizzate per l'omonimo poema da Gustave Doré; la copertina si basa invece sul dipinto Ruggero libera Angelica di Jean Auguste Dominique Ingres (1819, Parigi, Musée du Louvre).
Una seconda edizione distribuita in commercio è stata pubblicata nel 2002 dalla Rose & Poison riscrivendo le regole e ampliando (da 36 a 48 pagine, e di formato più grande) l'edizione precedente. L'avventura inclusa è la stessa della prima edizione, ma vi si aggiunge una guida ai luoghi magici e misteriosi del mondo così come lo immaginava Ariosto.
Una terza edizione ulteriormente espansa (144 pagine) è stata lanciata dalla Raven Distribution a ottobre 2024. Ha un regolamento base per principianti e uno più completo. Contiene nuovi elementi come un generatore di nomi ariosteschi, una sezione sugli artefatti magici, una sui personaggi famosi dei poemi, una mappa del mondo dell’Orlando Furioso. Le avventure già pronte nel volume sono ora tre. La Raven Distribution aveva già pubblicato nel 2023 un libro-gioco a bivi con la stessa ambientazione, In cerca di Angelica di Andrea Angiolino, le cui regole per azioni e combattimenti sono una versione semplificata di quelle del gioco di ruolo.